# Djurgårdens IF Fotboll (kvinder)
Djurgårdens IF (før Djurgården/Älvsjö (2003–2007)) er en fodboldklub for kvinder, baseret i Stockholm, Sverige. Holdet spiller deres hjemmekampe på Stockholms Stadion Holdets farver er hvidt og blåt. Klubben er en del af Stockholms Fotbollförbund.

## Historiske slutplaceringer
Djurgården/Älvsjö
| Sæson | Niveau | Liga           | Placering | Kilde | Notering |
| ----- | ------ | -------------- | --------- | ----- | -------- |
| 2003  | 1.     | Damallsvenskan | 1.        | [ 3 ] |          |
| 2004  | 1.     | Damallsvenskan | 1.        | [ 4 ] |          |
| 2005  | 1.     | Damallsvenskan | 3.        | [ 5 ] |          |
| 2006  | 1.     | Damallsvenskan | 2.        | [ 6 ] |          |

Djurgårdens IF Dam
| Sæson | Niveau | Liga           | Placering | Kilde  | Notering   |
| ----- | ------ | -------------- | --------- | ------ | ---------- |
| 2007  | 1.     | Damallsvenskan | 2.        | [ 7 ]  |            |
| 2008  | 1.     | Damallsvenskan | 5.        | [ 8 ]  |            |
| 2009  | 1.     | Damallsvenskan | 6.        | [ 9 ]  |            |
| 2010  | 1.     | Damallsvenskan | 8.        | [ 10 ] |            |
| 2011  | 1.     | Damallsvenskan | 8.        | [ 11 ] |            |
| 2012  | 1.     | Damallsvenskan | 11.       | [ 12 ] | Nedrykning |
| 2013  | 2.     | Elitettan      | 9.        | [ 13 ] |            |
| 2014  | 2.     | Elitettan      | 4.        | [ 14 ] |            |
| 2015  | 2.     | Elitettan      | 2.        | [ 15 ] | Oprykning  |
| 2016  | 1.     | Damallsvenskan | 6.        | [ 16 ] |            |
| 2017  | 1.     | Damallsvenskan | 6.        | [ 17 ] |            |
| 2018  | 1.     | Damallsvenskan | 8.        | [ 18 ] |            |
| 2019  | 1.     | Damallsvenskan | 10.       | [ 19 ] |            |
| 2020  | 1.     | Damallsvenskan | 9.        | [ 20 ] |            |
| 2021  | 1.     | Damallsvenskan | 9.        | [ 21 ] |            |
| 2022  | 1.     | Damallsvenskan | 10.       | [ 22 ] |            |
| 2023  | 1.     | Damallsvenskan | 11.       | [ 22 ] |            |
| 2024  | 1.     | Damallsvenskan | 7.        | [ 23 ] |            |

## Trænere
- Thomas Dennerby (2003–04)[24][25]
- Mikael Söderman (2005)[25][26]
- Benny Persson (2005–07)[26]
- Anders Johansson (2008–09)[27]
- Daniel Kalles Pettersson (2010)[28]
- Patrik Eklöf (2011–12)[29]
- Marcelo Fernández (2013)[30]
- Carl-Åke Larsen (2014)[31]
- Mauri Holappa (2015)[32]
- Yvonne Ekroth (2016)[33]
- Joel Riddez (2017–nu)[34]